# Андрија Павловић
Андрија Павловић (Београд, 16. новембар 1993) српски је фудбалер. Игра на позицији нападача.

## Каријера

### Клупска
Павловић је поникао у ФК Полицајац, одакле је прешао у млађе категорије Рада. За први тим Рада је дебитовао у последњем колу такмичарске 2010/11. у Суперлиги Србије. Након тога је као позајмљен играч Рада наступао у трећем рангу такмичења за Палић и БАСК, да би се почетком 2013. вратио у Рад. У јануару 2014. прешао је у Чукарички. У сезони 2015/16. постигао је 18 голова у Суперлиги Србије, чиме је заузео треће место на листи стрелаца.
У јуну 2016. потписао је за Копенхаген. У сезони 2016/17. са клубом је освојио првенство Данске и куп. Крајем априла 2018. године потписао је трогодишњи уговор са Рапидом из Беча. У екипи Рапида је током 2018/19. сезоне на 20 првенствених утакмица постигао четири гола, док је у Купу на пет одиграних мечева био стрелац четири пута. Ипак није био у плановима клуба за нову сезону, па је у јулу 2019. отишао на једногодишњу позајмицу у кипарски АПОЕЛ.
Павловић је у екипи АПОЕЛ-а, током сезоне 2019/20, одиграо 34 меча и постигао 10 голова у свим такмичењима. Забележио је хет-трик против Сутјеске у квалификацијама за Лигу шампиона као и два гола против Диделанжа у Лиги Европе. На крају сезоне АПОЕЛ је одлучио да не активира откупну клаузулу, па се Павловић вратио у бечки Рапид.
У септембру 2020. потписао је четворогодишњи уговор са Брендбијем. Почетком августа 2022. потписао је двогодишњи уговор са Партизаном. Напустио је клуб по истеку уговора и прешао у подгоричку Будућност.

### Репрезентативна
За А тим Србије дебитовао је 25. маја 2016. у пријатељском мечу против Кипра (2:1) у Ужицу.

## Трофеји

### Чукарички
- Куп Србије (1) : 2014/15.

### Копенхаген
- Суперлига Данске (1) : 2016/17.
- Куп Данске (1) : 2016/17.